# John Lunn
John Lunn (* 13. Mai 1956 in Glasgow, Schottland) ist ein britischer Komponist.

## Leben
John Lunn studierte Musik an der University of Glasgow und dem Massachusetts Institute of Technology. Später war er zeitweise als Bassist, Keyboarder und Komponist in der Funkband Man Jumping tätig, bevor er über die Theaterarbeit zur Filmkomposition kam. Seit Ende der 1980er Jahre komponiert er hauptsächlich Musik für britische Fernsehproduktionen wie Die Weisheit der Krokodile, Get Real – Von Mann zu Mann und Bleak House. Zuletzt ist er vor allen Dingen für die Musik der Fernsehserie Downton Abbey bekannt geworden. Parallel dazu komponierte Lunn mehrere Opern. So wurden Misper (1997), Zoë (2000) und Tangier Tattoo (2006) beim Glyndebourne Festival Opera aufgeführt. Mit Mathematics of a Kiss schrieb er eine Oper extra für die English National Opera.

## Filmografie (Auswahl)
Filme
- 1998: Die Weisheit der Krokodile (The Wisdom of Crocodiles)
- 1998: Get Real – Von Mann zu Mann (Get Real)
- 2000: Second Sight – Mit anderen Augen: Blinder Hass (Second Sight: Kingdom of the Blind)
- 2000: Second Sight – Mit anderen Augen: Die Egoistin (Second Sight: Hide and Seek)
- 2000: Second Sight – Mit anderen Augen: Die Schlafwandlerin (Second Sight: Parasomnia)
- 2000: Second Sight – Mit anderen Augen: Kain und Abel (Second Sight)
- 2002: Sirenen der Finsternis (Sirens)
- 2005: Herzlos (Heartless)
- 2007: Sally Lockhart – Der Schatten im Norden (The Shadow in the North)
- 2009: Schloss des Schreckens (The Turn of the Screw)
- 2010: Terry Pratchett – Ab die Post (Going Postal, zweiteiliger Fernsehfilm)
- 2019: Downton Abbey
- 2022: Downton Abbey II: Eine neue Ära (Downton Abbey: A New Era)
- 2023: The Last Kingdom: Seven Kings Must Die

Serien
- 2000: Bube, Dame, König, grAs – Die Serie (Lock, Stock…, 7 Folgen)
- 2004–2005: Bodies (7 Folgen)
- 2004–2005: Murder in Suburbia (11 Folgen)
- 2005: Bleak House (15 Folgen)
- 2006–2009: Hotel Babylon (32 Folgen)
- 2008: Charles Dickens’ Little Dorrit (Little Dorrit, 14 Folgen)
- 2010: Material Girl (6 Folgen)
- 2010–2015: Downton Abbey (34 Folgen)
- 2013: The White Queen (10 Folgen)
- 2013–2019: Mord auf Shetland (Shetland, 26 Folgen)
- 2014–2019: Grantchester (25 Folgen)
- 2015–2022: The Last Kingdom (46 Folgen)
- 2017–2018: Jamestown (15 Folgen)
- 2020: Belgravia – Zeit des Schicksals (Belgravia, 6 Folgen)